# Captain Planet and the Planeteers
Captain Planet and the Planeteers is een Amerikaanse tekenfilmserie die werd geproduceerd door Ted Turner en Nicholas Boxer. De serie werd ontwikkeld en getekend door TBS en DIC en werd voor het eerst op de Amerikaanse tv uitgezonden in 1990. Vanaf 1993, toen het vierde seizoen aanbrak, kreeg de serie de naam The New Adventures of Captain Planet mee.
De serie ging over vijf Planeteers genaamd Kwame, Linka, Wheeler, Gi en Ma-Ti, normale jongeren uit verschillende delen van de wereld. Ze streden tegen alle vormen van milieuvervuiling door gebruikmaking van vijf speciale ringen die zij hadden gekregen van de Aardgodin Gaia. Elke ring bezat een speciale kracht: aarde, wind, vuur, water en hart, oftewel liefde. Als de Planeteers hun vervuilende tegenstanders, zoals Hoggish Greedly, Dr. Blight en Captain Pollution, desondanks niet konden verslaan, combineerden ze de speciale krachten om de superheld Captain Planet op te roepen. Tegen de tijd dat de klus geklaard was trok Captain Planet zich terug in de aarde met de woorden "The power is yours!".